# United Launch Alliance
United Launch Alliance (ULA) är ett företag som ägs gemensamt av Lockheed Martin Space Systems och Boeing Defense, Space & Security. ULA bildades i december 2006 för att tillhandahålla satellituppskjutningar åt olika grenar av USA:s regering.
Företaget erbjuder uppskjutningar med tre olika raketer:
- Atlas V
- Delta IV
- Delta IV Heavy

Företaget har tidigare även erbjudit uppskjutningar med Delta II-raket
2014 påbörjade man utvecklingen av en ny raket, kallad Vulcan Centaur. Raketen ska vara återanvändbar för att dra ner på kostnader. Vulcan ska ersätta företagets Atlas- och Delta-raketer. Första uppskjutningen gjordes den 8 januari 2024.